# Funkenburg (Radebeul)
Die sogenannte Funkenburg steht im Ursprungsstadtteil Alt-Radebeul der sächsischen Stadt Radebeul, auf der Südseite der Straßenkreuzung Hauptstraße/Pestalozzistraße. Sie ist eine freistehende Hausgruppe von vier miteinander in geschlossener Bauweise verbundenen, denkmalgeschützten Wohn- und Geschäftshäusern. Ihr Name entstand aufgrund des gemeinsamen Besitzes durch die Bäckermeisterfamilie Funke, die dort auch Bauherren waren.

## Beschreibung
Nördlich auf der anderen Straßenseite der Straßenkreuzung liegt die Grundschule „Friedrich Schiller“, östlich das Wohn- und Geschäftshaus Sidonienstraße 1 (im Oktober 2011 abgerissen). Die diagonal über die Straßenkreuzung liegende Straßenecke besetzt das Wohn- und Geschäftshaus Richard Lindner.

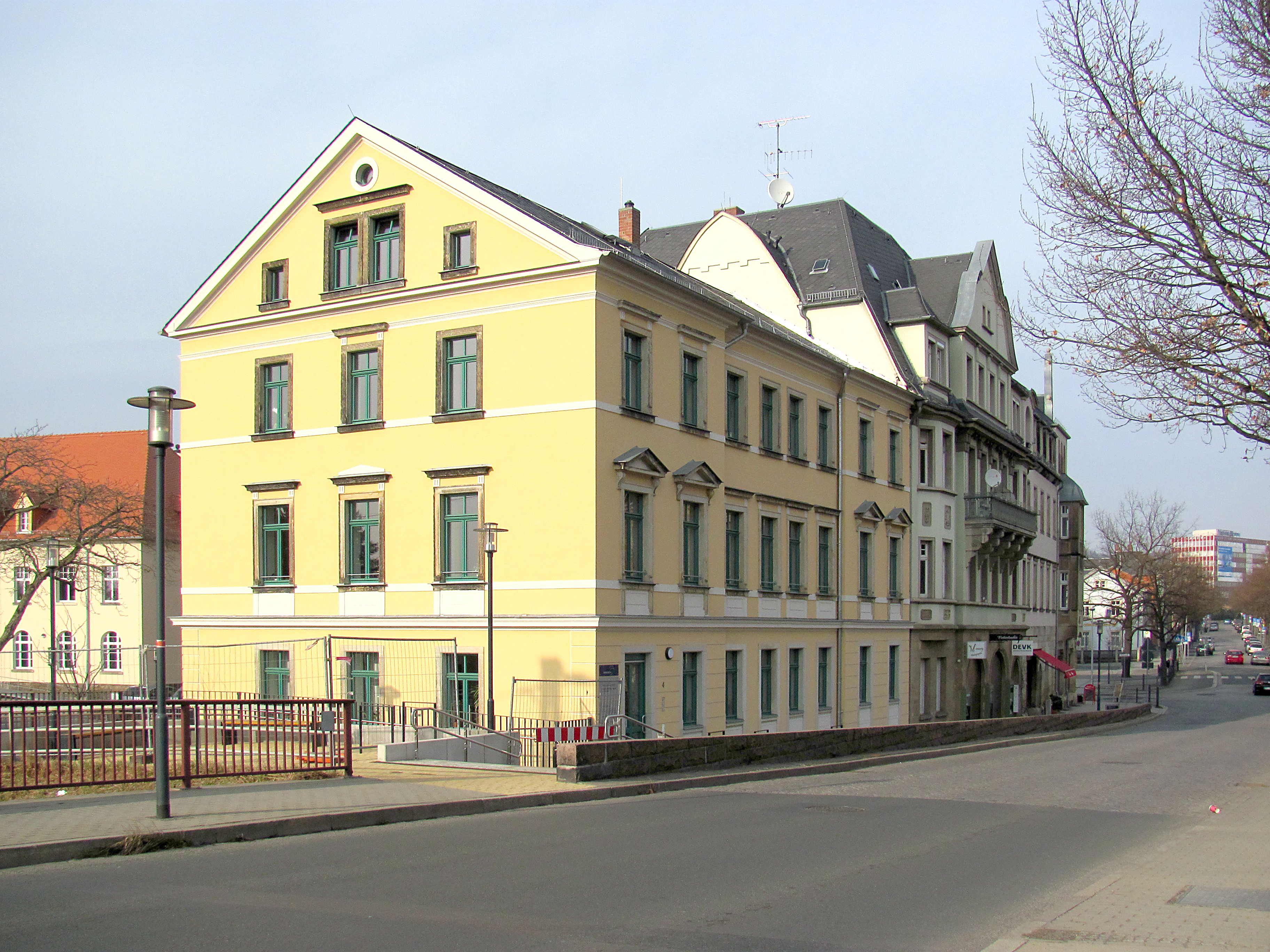
Wohn- und Geschäftshaus Hauptstraße 4 (Sozialrathaus), dahinter Nr. 6, links im Anschnitt die Rückseite des Radebeuler Postamts (Ordnungsamt)

### Hauptstraße 4
Das dreigeschossige, denkmalgeschützte Wohn- und Geschäftshaus (51° 5′ 58″ N, 13° 40′ 41″ O) ist der linke Kopfbau einer geschlossenen Häuserzeile. Das Gebäude ist traufständig zur Straße ausgerichtet und steht direkt am Bürgersteig.
Die symmetrische Straßenansicht ist achtachsig, bestehend aus jeweils zweiachsigen Seitenrisaliten sowie aus einer vierachsigen Rücklage dazwischen. Die zur Bahnstrecke zeigende Giebelseite unter dem flachen Satteldach ist ebenfalls symmetrisch, im Dreiecksgiebel findet sich ein Zwillingsfenster, begleitet auf beiden Seiten durch ein kleines Rechteckfenster sowie darüber eine Rundöffnung.
Die Ladeneinbauten haben Schaufenster, deren Stürze durch Doppel-T-Träger gebildet werden, verziert durch Rosettenschmuck.
Die Fassaden werden durch Gesimse und Putzbänder sowie Putznutungen gegliedert. Die Fenster werden durch Sandsteingewände eingefasst und großenteils durch Verdachungen geschützt. Statt der sonst horizontalen Verdachungen sind diejenigen des 1. Obergeschosses in den Seitenrisaliten aufwendiger als Dreiecksverdachung ausgeprägt. Unter allen Fenstern der 1. Etage befinden sich farblich abgesetzte Brüstungs-Putzspiegel.

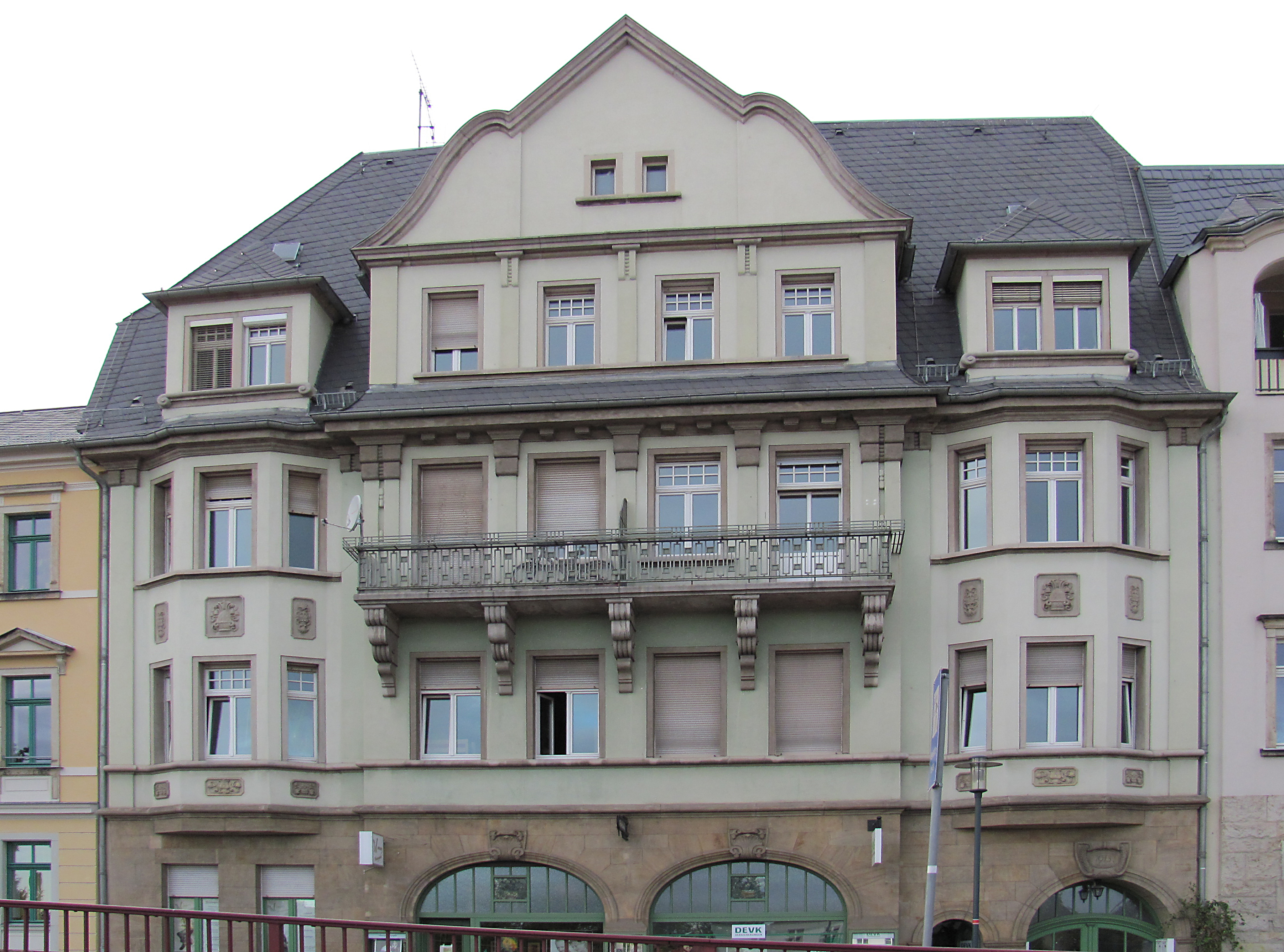
Wohn- und Geschäftshaus Hauptstraße 6

### Hauptstraße 6
Das dreigeschossige, denkmalgeschützte Wohn- und Geschäftshaus (51° 5′ 58,7″ N, 13° 40′ 41,8″ O) ist Teil einer geschlossenen Häuserzeile und steht direkt am Bürgersteig. Im steilen Walmdach des Gebäudes mit Zwerchhäusern befindet sich als weitere Wohnetage ein stark ausgebautes Dachgeschoss.
In der symmetrischen, aufwendig gestalteten Fassade steht mittig ein vierachsiger Risalit, der im hohen Dach von einem geschwungenen Giebel bekrönt wird. Vor der zweiten Etage des Risalits hängt ein risalitbreiter Balkon, umgeben von einem ornamentalen Eisengitter und gestützt auf geschwungene Konsolen aus Sandstein. In den Außenachsen der Straßenansicht treten flache, polygonal ausgebildete Erker aus der Fassade hervor. Auf diesen findet sich einige Stuckornamentik. Die Fenster der Obergeschosse werden von Sandsteingewänden eingefasst. Die Stilisierung des Gebäudes liegt zwischen Neobarock und Jugendstil.
Während die Obergeschosse verputzt sind, ist das Erdgeschoss aus Sandstein errichtet. In diesem sitzen korbbogige Schaufenster mit Schlusssteinen, der rundbogige Hauseingang trägt als Schlussstein eine Kartusche mit der Datierung 1913.

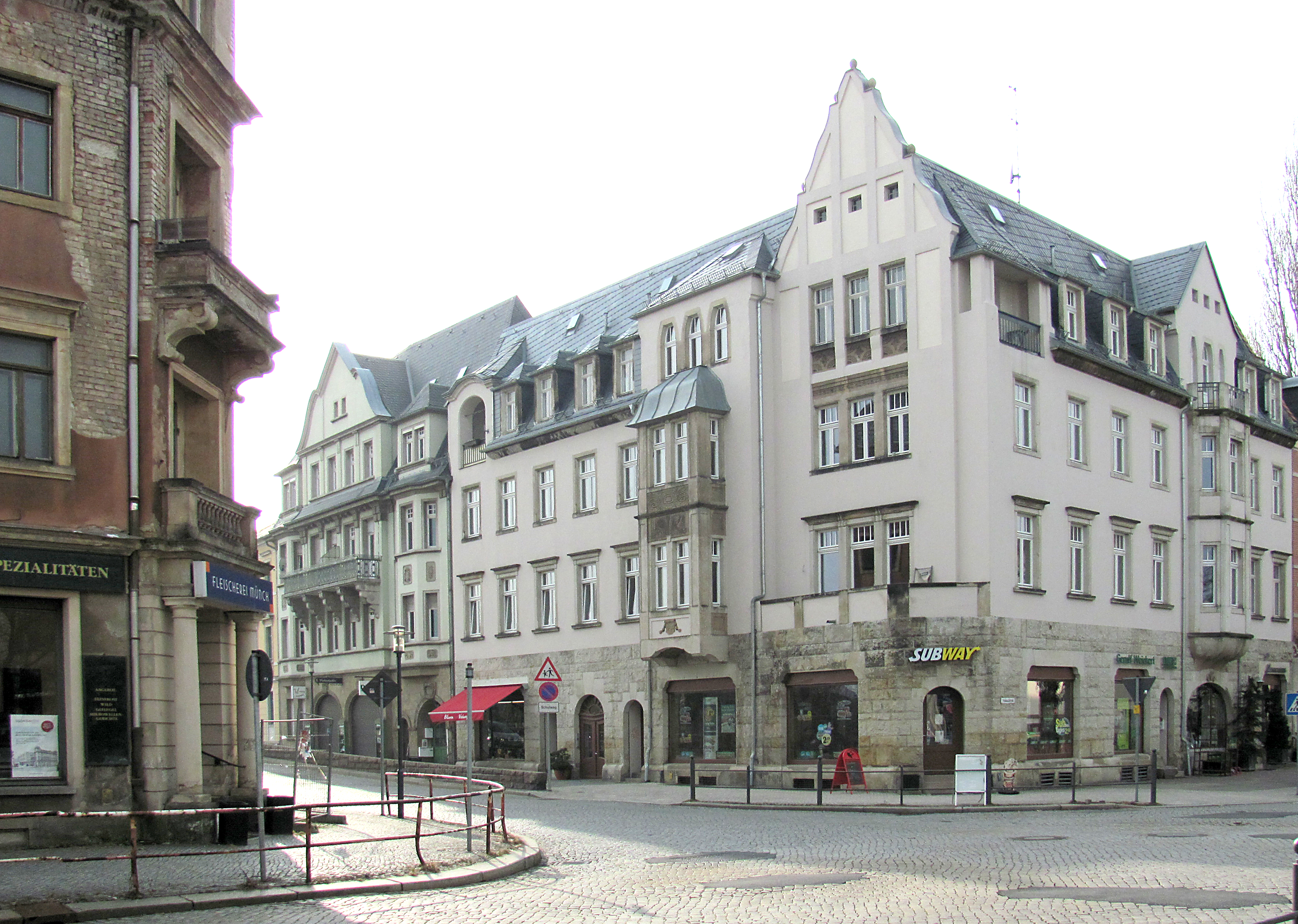
Wohn- und Geschäftshäuser Hauptstraße 6 und 8 (von li.), ganz links an der anderen Straßenecke das Wohn- und Geschäftshaus Sidonienstraße 1

### Hauptstraße 8
Das dreigeschossige, denkmalgeschützte Wohn- und Geschäftshaus (51° 5′ 59″ N, 13° 40′ 42,5″ O) ist als Eckhaus zur Pestalozzistraße Teil einer geschlossenen Häuserzeile und steht direkt am Bürgersteig. Im steilen Dach des Gebäudes mit unterschiedlich geformten Giebeln und Gauben befindet sich als weitere Wohnetage ein stark ausgebautes Dachgeschoss.
Die beiden Straßenansichten sind geprägt von einem „[v]ielteilig[…] bewegte[n] Aufriss von malerischer Wirkung mit reich gestalteten Erkern, Rücksprüngen und einem Altan an der Gebäudeecke“. Dort an dem Altan ist die Fassade viergeschossig ausgebildet.
Das Erdgeschoss zeigt eine Fassade aus bossiertem Sandstein. Die Schaufenster- und Türöffnungen im Erdgeschoss sind unterschiedlich ausgebildet. Die Obergeschosse sind verputzt und mit sparsamen Ornamenten versehen, lediglich an einem Erker, am Traufgesims sowie unter einigen Fenstern findet sich barockisierende Jugendstilornamentik. Die Fenster sind durch Sandsteingewände eingefasst und in der 1. Etage durch horizontale Verdachungen geschützt.
In der Kreisdenkmalliste von 1979 war das Wohn- und Geschäftshaus Bestandteil der denkmalgeschützten Straßenkreuzung Ernst-Thälmann-Straße/Pestalozzistraße, zusammen mit den drei anderen Eckgebäuden (Schillerschule, Ernst-Thälmann-Straße 9 und der 2011 abgerissenen Sidonienstraße 1).

### Pestalozzistraße 2

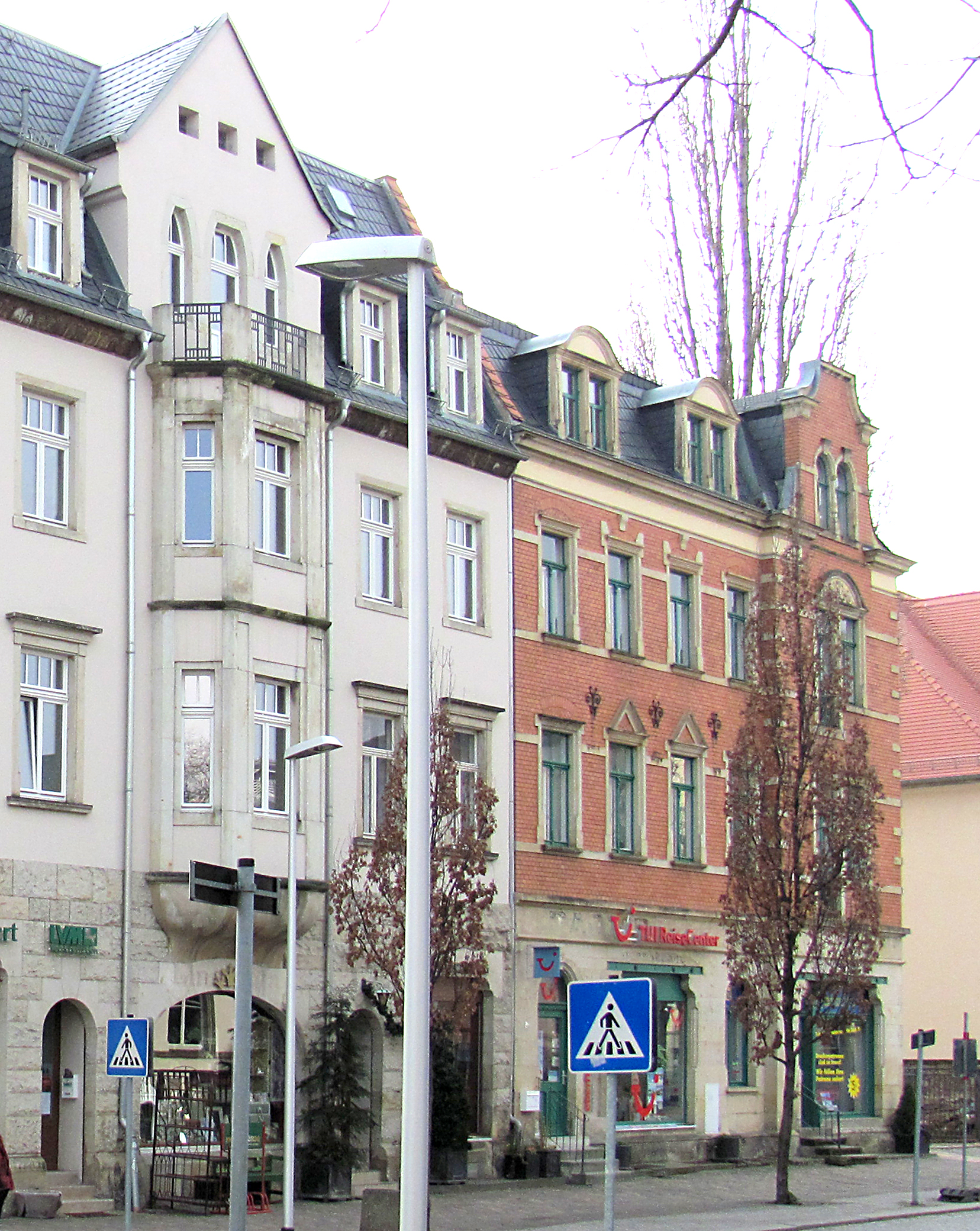
Wohn- und Geschäftshäuser Hauptstraße 8 (angeschnitten) und Pestalozzistraße 2, daneben das ehemalige Radebeuler Postamt (von li.)

Das dreigeschossige, denkmalgeschützte Wohn- und Geschäftshaus (51° 5′ 59,5″ N, 13° 40′ 41,5″ O) ist als Kopfbau Teil einer geschlossenen Häuserzeile und steht direkt am Bürgersteig. Im steilen, schiefergedeckten Plattformdach des Gebäudes befindet sich als weitere Wohnetage ein ausgebautes Dachgeschoss, belichtet durch Gauben mit geschweiften Giebeln.
Die rechte Achse der Straßenansicht der in den Obergeschossen fünfachsigen Fassade wird durch einen einachsigen und viergeschossigen Seitenrisalit gebildet, vor dem sich ursprünglich Balkone befanden. Die Austrittstüren sind noch sichtbar und durch Gitter gesichert.
Das Erdgeschoss des Hauses zeigt eine Sandsteinfassade, darin Schaufenster mit Stürzen aus Doppel-T-Trägern mit aufgesetztem Rosettenschmuck. Die Obergeschosse der Straßenansicht werden durch Blendziegel verkleidet, zur Hofseite sind sie verputzt. Die Fassaden werden durch Sandstein und Putz gegliedert und durch Stuck und schmiedeeiserne Zugankerköpfe geschmückt. Die Fenster werden von Sandsteingewänden eingefasst und teilweise durch Verdachungen, teilweise durch Schlusssteine bekrönt.

## Geschichte

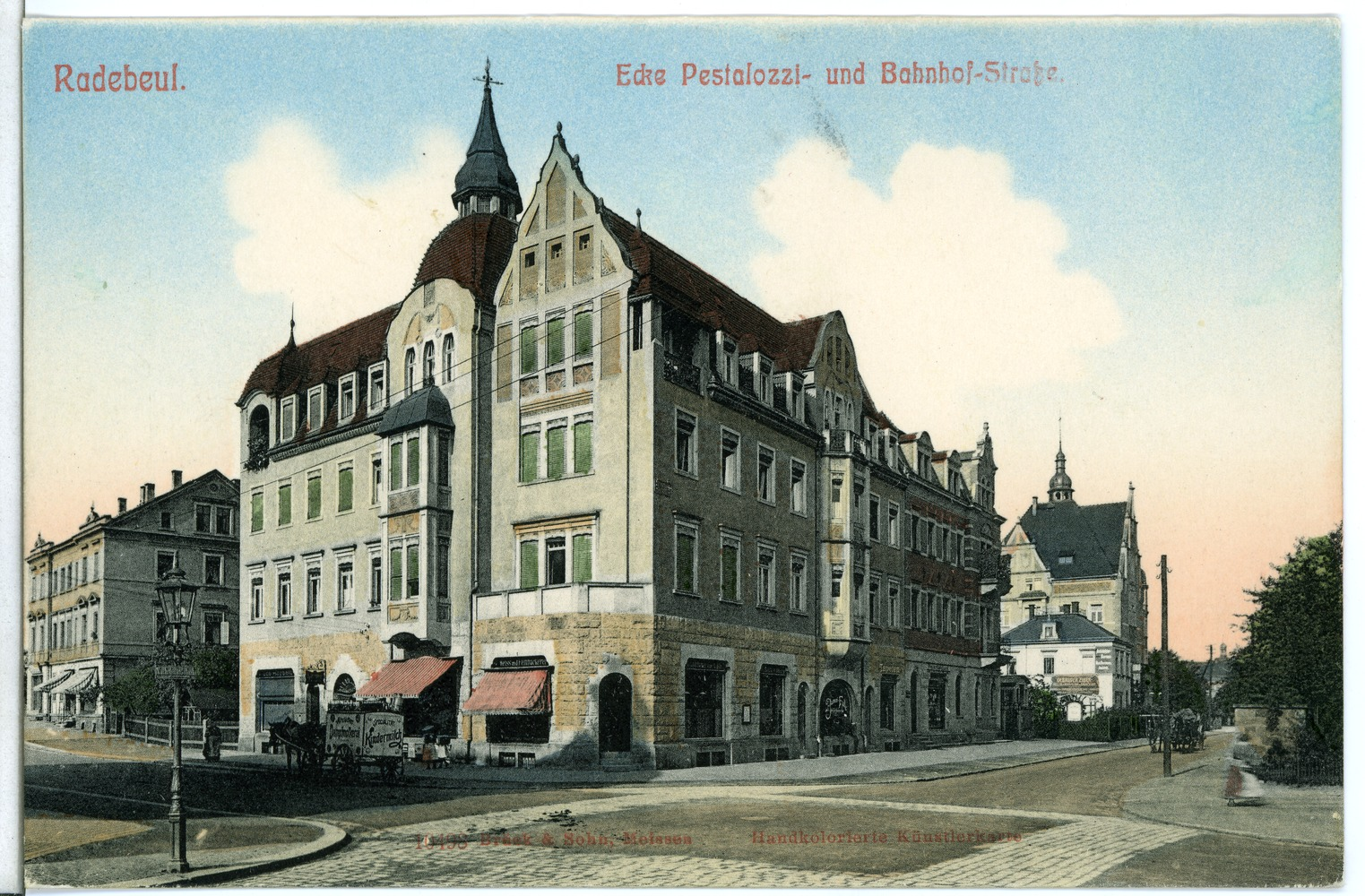
Funkenburg ohne Hauptstraße 6, 1908. Rechts vor dem Rathaus steht noch die Zillervilla Pestalozzistraße 4

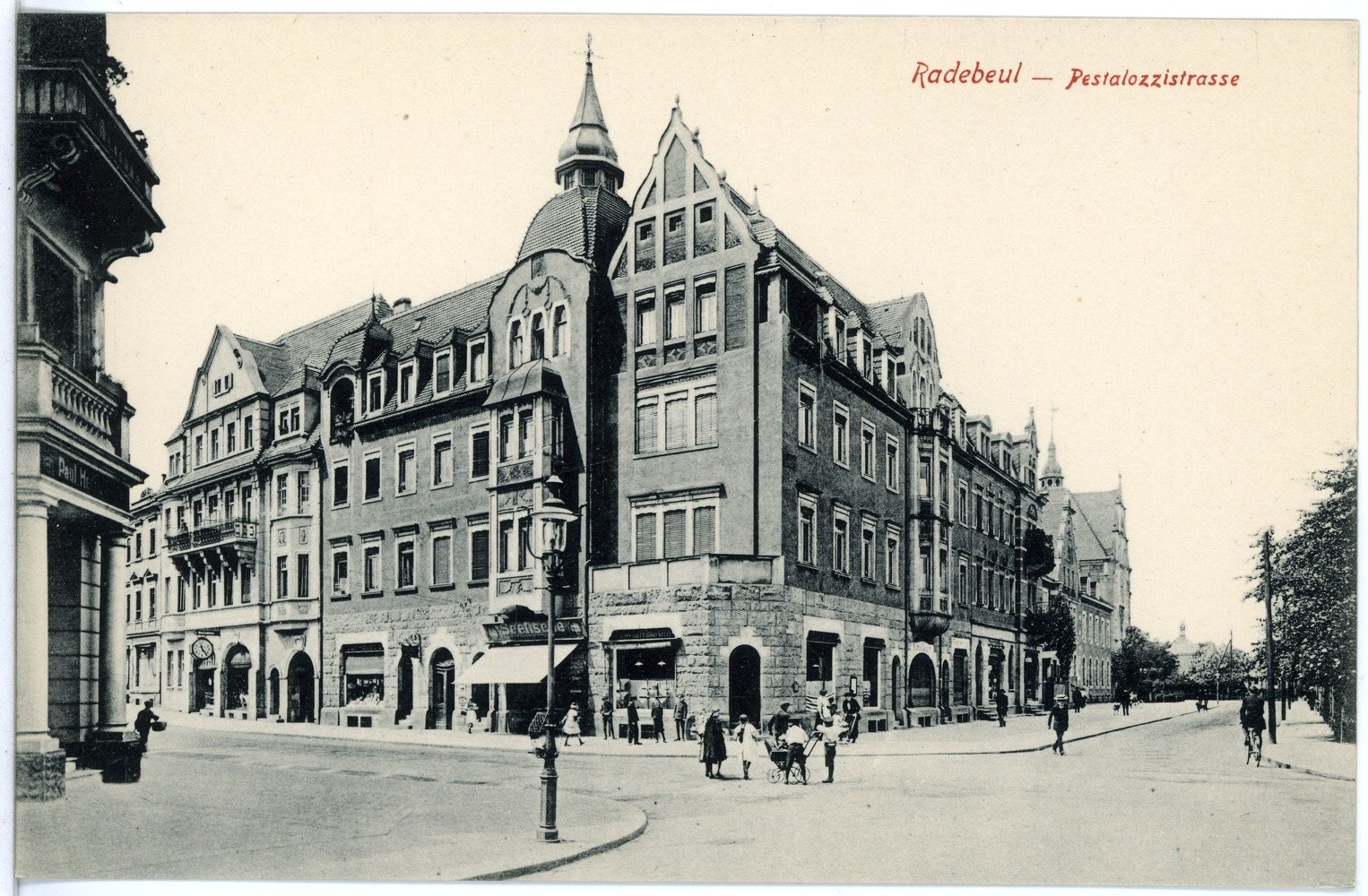
Funkenburg, 1914. Rechts vor dem Rathaus steht das Postamt, auch die Lücke Hauptstraße 6 ist geschlossen. Ganz links das Eingangsportal von Sidonienstraße 1

Der älteste Teil der Hauszeile ist das Wohn- und Geschäftshaus Hauptstraße 4, das an der Straßenbrücke steht, die nur wenig westlich des Bahnhofs Radebeul Ost über die Bahnstrecke Leipzig–Dresden führt. Das den linken Kopfbau der Häuserzeile bildende Gebäude wurde um 1880 errichtet. Spätestens im Jahr 1894 war es im Eigentum des Bäckermeisters Oswald Funke. Über Oswald Funkes Erben und weitere Mitglieder der Familie kam das Haus in den Besitz des Bäckermeisters Richard Funke, der laut Radebeuler Adressbücher 1934 und auch 1944 die gesamte, aus den vier Häusern bestehende Hausgruppe der Funkenburg besaß. 2008/2009 übernahm die Stadt das leerstehende, ruinöse Gebäude und startete eine umfängliche Sanierung. Mitte des Jahres 2010 eröffnete in dem Gebäude das Radebeuler Sozialrathaus, das ab Frühjahr 2011 komplett barrierefrei besucht werden kann.
Der rechte Kopfbau in der Pestalozzistraße 2 wurde zwischen 1899 und 1904 für Oswald Funke durch den Architekten und Baumeister Gustav Röder erstellt. Zu jener Zeit stand westlich davon noch die freistehende Villa der Baufirma „Gebrüder Ziller“ von 1895 für Friedrich August Herrmann, während auf dem Bauplatz Nr. 6 zur gleichen Zeit (1899/1900) das Radebeuler Rathaus entstand. Erst 1909/1910 entstand statt der Villa das Radebeuler Postamt, in dem sich heute das Ordnungsamt befindet. Ein weiterer Laden wurde 1911/1912 in das Wohn- und Geschäftshaus eingebaut. Über Oswald Funkes Erben (1918) und Witwe Funke (1931) kam auch dieses Haus auf Richard Funke.
Das links anschließende Eckhaus Hauptstraße 8 entstand um 1910 als Mietshaus mit Läden. Sowohl im Adressbuch 1934 als auch 1944 war es ebenfalls im Eigentum von Richard Funke.
Die Lücke zum älteren Gebäude unter der Hausnummer 4 wurde 1913 geschlossen. Das Wohn- und Geschäftshaus Hauptstraße 6 entstand 1913 für den Bäckermeister Richard Funke. Der entwerfende Architekt war Ferdinand Severitt, die Bauausführung lag bei dem Bauunternehmen Hörnig & Barth.
Die Nr. 8 ist die Sterberegisteradresse des 1971 verstorbenen Malers Paul Martin Leonhardt.